# Jølster
Jølster és un anticmunicipi situat al antic comtat de Sogn og Fjordane, Noruega. Té 3.020 habitants (2016) i la seva superfície és de 670,87 km². El centre administratiu del municipi és la població de Skei.